# Vilarinho da Furna

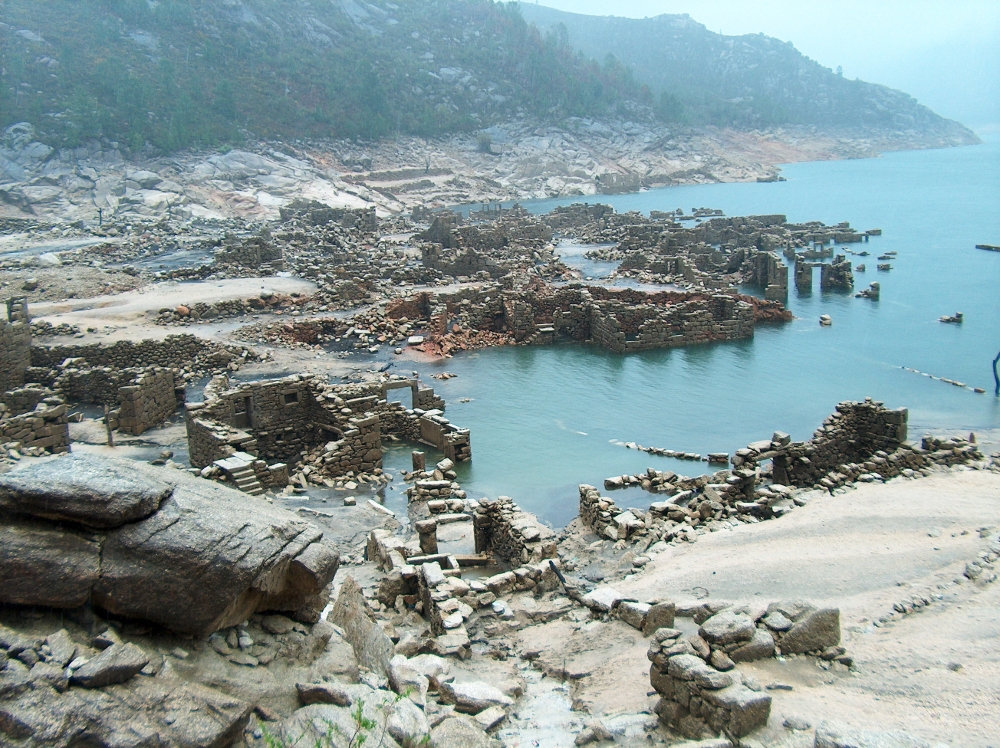
Ruinerna av Vilarinho da Furna synliga under en torr period, även om det regnade när bilden togs.

Vilarinho da Furna (ibland kallad Vilarinho das Furnas) är en by som dränktes 21 maj 1971 när dammen med samma namn fylldes. Byn ligger längs med floden Homen (ca 500 m ö.h.) upp till Ribeira do Eido i Terras de Bouro i Braga i provinsen Minho i norra Portugal. Byn dränktes bokstavligen talat av samma flod som födde den. Den är också hågkommen för sin bygemenskap. Efter en juridisk manöver är byn fortfarande i de före detta bybornas ägo, men dammen är statens. Under perioder av torka reser sig byn över vattenlinjen, vilket ofta drar till sig turister.

## Fram till 1800-talet
Enligt muntlig tradition grundades byn när de närliggande romerska vägarna (Via Nova XVIII) invigdes runt år 70 A.D. Traditionen säger att sju män bodde på samma plats som nuvarande Portela do Campo. De blev snart oense så att fyra av dem flyttade nerströms till byns nuvarande läge. Det finns inga bevis för detta men det finns fortfarande romerska lämningar i dalgången, två vägar som kommer från söder samt tre broar. En finns i själva byn över Ribeira do Eido, en uppströms (Ponte Nova) och en nerströms (Ponte do Couço). Det finns också många andra broar i trakten.
Inte mycket är känt om byn mellan romersk tid och nutid. Den första skriftliga referensen hittas i en av kyrkans skrifter från 1623 (Livro Misto numéro 1 dos Baptismos, Casamentos e Óbitos, S. João do Campo).
En tysk som reste i Portugal under de sista åren av 1700-talet och besökte Vilarinho da Furna noterade att även om husen var lika enkla som andra bönders hus i trakten så verkade deras levnadsstandard överlag högre. De stora familjerna bodde komfortabelt, de hade inte ont om mat och hade rena vita lakan, i motsats till andra byar i trakten. Den tyska resanden tyckte att tyska bönder skulle vara avundsjuka om de visste om deras väl fyllda förråd. (Link, 1803 omnämnd av Cleto, 2001).

## Platsen
Vilarinho da Furna ligger på de sydliga sluttningarna av Serra Amarela i nationalparken Peneda-Gerês, vilket ger byn både mycket sol och skydd från de nordliga vindarna från de högre bergen. Källorna brukar inte torka ut under somrarna, men merparten av de goda jordarna fanns bara i delar som ibland översvämmades och därmed fick tillskott av sediment. Det gav upphov till ett varierat jordbruk med majs, små åkerplättar och trädgårdar omgärdade av vinrankor för att göra vinho verde, det för Minho typiska vinet. De höll sig med hönor, kor, grisar, får och getter. Träden i dalgångarna gav skugga under de varma sommarmånaderna. Getterna vallades i de högre delarna (upp till 1300 m ö.h.) vars jordar inte var särskilt bördiga, utan de bestod till stor del av nakna klippor. Enbart jorden på de lägre, mindre branta delarna var godtagbar för att ge foder åt korna.
Livet uppe i bergen kunde tidvis vara hårt. Byborna lade ner mycken möda på att klara av det känsliga läget. Det syntes även i planeringen av byn, som var mer än vanligt tättbyggd för att man inte skulle bygga på odlingsbar mark. Husen sida vid sida definierade gator, gränder och de gemensamma utrymmena, såsom de överbygga delarna av gatorna, alpendoradas, i vilka Rådet (Juntan) samlades. Orsaken till de överbyggda delarna var de allt mer fragmenterade och stora familjerna. Floden Ribeira da Furna gav vatten till den gemensamma källan och kanalerna, levadas, som kontrollerades av ett system av dammluckor, för att förse byborna och djuren med dricksvatten och bevattna fälten nedanför byn.
Även om byns historia i stort sett bygger på muntliga traditioner, vilka naturligtvis innebär osäkerhet kring fakta, har byn kanske inte romerskt påbrå, men den är i alla fall påverkad av romarna som reste och levde även i denna trakt. Under de senaste 2000 åren har byn avsatt få skriftliga spår. Kanske byn vid det laget hade sjunkit ner i glömska, om det inte varit för att den istället dränktes av dammen. Byggandet av dammen fick forskare att lägga märke till byn och dess ovanliga bygemenskap, som i gångna tider fanns över hela över Europa. Byns ägor sträcker sig över 3 000 hektar. Ägorna delades officiellt mellan byborna 1895-08-17 som gemensam egendom av ättlingarna till de som skrev kontraktet. Detta var till stor del orsakat av den legala strid som startade i slutet på 1800-talet och byborna hade haft med den statliga skogsstyrelsen (Serviços Florestais).
Bynamnet har haft många olika stavningar och varianter: Vilarinho da Furna, Vilarinho das Furnas, Vilarinho, Villarinho, Vilarinho de Furmas, Villarinho da Furna och Villarinho das Furnas. Men byborna och folket i de närmaste byarna kallade byn Vilarinho da Furna. "das Furnas" syftar förmodligen på ihåligheter i bergen som finns kring källan till Rio de Furnas, Ribeira de Furnas.

## Exodus och dammen
Byn hade mellan 250 och 300 invånare i 57 familjer i 80 hus under åren precis innan byn övergavs p.g.a. dammen. Dammen började planeras under 1950-talet inklusive studier av terrängen samt testborrningar etc. Byggandet påbörjades år 1967.
Innan dammbygget var alla vägar fram till byn beredda av byborna. Dammkonstruktionsföretaget misslyckades med att bygga väg för att evakuera byborna. Till slut blev det byborna som byggde vägen så att de kunde flytta sina tillhörigheter med lastbil. Flytten startade i september 1969 då det statliga elbolaget (Compania Portuguesa de Electricidade) började betala ut skadeståndspengarna. I oktober 1970 sattes det upp anslag om att dammen snart skulle fyllas upp. Den sista bybon flyttade ut 1971, byn dränktes av dammen under det följande året.
Totalt fick byborna 20741607 escudos. Om man bortser från husen och andra konstruktioner så värderade HICA (Companhia Hidroeléctrica do Cavado) till ett värde av en halv escudo för varje kvadratmeter. Eller, om man så vill, priset för en halv sardin. Allt som allt blev det 5 escudos per person. Det beloppet var kanske lägre än vad HICA bekostade för arbetarlängorna.
Alla försökte ta med sig så mycket som möjligt, även takpannorna. I de flesta husen var bara de nakna väggarna kvar. Bymarkerna spreds ut över Serra Amarela (gula berget) och nuvarande nationalparken Peneda-Gerês. Själva dammen är 344 hektar med nyttig volym 69.7 hm3 samt maximal kapacitet 125 MW.

## Bygemenskapen
Byn hade ett råd (junta) med en medlem för varje familj. Detta är möjligtvis ett arv ifrån visigoternas conventus publicus vicinorum (öppet grannskapsråd). Ledaren (Zelador eller Juíz, dvs. vaktmästare eller domare) satt 6 månader och var alltid en gift man. I rådet diskuterades en mängd spörsmål, ofta petnoga. Det kunde vara allt från staket, stigar, jordbruksschemat så att inget fattades i byn som i stort var självhushållande. Rådsdiskussionerna gjorde Vilarinho da Furna till en deltagardemokrati baserad på kutym. Ämnena i rådet täckte in allt vad gällde gemenskapen och dess åtaganden, att bygga och reparera stigar, turtagning av vallandet av boskapen, trädgårdarna, bevattning, skötsel av skog samt trädhuggning, vargfällor, vindruvsskörd, och under de sista åren att planera åtgärder för att bekämpa sin sista fiende, dvs. företaget som byggde dammen.
De sex i rådet hanterade också tvister och utlyste straff för diverse brott, vilket kan förklara varför ledaren också kallades för Domaren (Juiz). Att utebli från rådsmöten straffades, försening ledde till en liten bot, den som inte dök upp en rådsdag blev skyldig bygemenskapen ett dagsverke. Det hårdaste straffet var att bli utstött ur bygemenskapen ("botar fora do vizinho"). Detta betydde att den straffade inte fick någon hjälp för det som vanligen sköttes inom bygemenskapen, som att vederbörande inte fick hjälp med att valla sin boskap eller hade tillträde till de gemensamma markerna. Detta ledde vanligen till att den straffade lämnade byn.
Boskapen var i stort byns ekonomiska bas. Även om de hade en hel del nötkreatur så åt man inte mycket kött och det saknades smör på borden. Mjölk togs bara efter kalvning. Istället var målet att sälja djuren. 1968 hade byborna tillsammans över 1600 djur, bortsett från årets kalvar. Under andra världskriget räknade man med cirka 1000 fler djur, som svar på det höga priset på inhemskt kött. Korna hölls mest i de lägre delarna av dalgångarna medan getterna hölls upp på kullarna. Fälten var delade med stengärdsgårdar för att undvika att blanda ihop djuren, speciellt för att undvika att kastraterna skulle irritera tjurarna. Byborna turades om att valla djuren så att ingen skulle behöva vara borta hemifrån länge. Herdarna fick böta om man kunde visa att de misskött sina sysslor, om ett djur saknades eller dog under deras vakthållning. De som var ute i fält lagade middag åt dem som tog över. På bergen kring Vilarinho da Furna, särskilt på Serra Amarela, fanns många små skjul (casarotas) som temporärt tak över huvudet för herdarna. Varje vår gick byborna ut för att laga gärdsgården som definierade byns yttre gräns (Termo).

## Museet och Naturparken
Under 1981 byggde kommunstyrelsen i Terras de Bouro ett etnografiskt museum i São João do Campo för att hålla minnet av Vilarinho da Furna vid liv. Samlingarna innehåller målningar av det dagliga livet, samt kläder och jordbruksverktyg. Museet byggdes med stenar från två av husen i Vilarinho da Furna. Museet invigdes av premiärminister Cavaco Silva 14 maj 1989.
Kommunstyrelsen för Terras de Bouro har dragit igång ett projekt "Valorização do Espaço Natural da Serra da Amarela" (Utnyttjande av naturen i Serra Amarela) som fick sitt första godkännande juli 2008 med bidrag på 1,2 miljoner euros spridda över 2 år. De ansvariga uppskattar att ytterligare 2-3 miljoner behövs för att täcka kostnaderna för byggnader och vägar. Detta projekt är baserat runt naturparken (Natur Parque) i Vilarinho da Furna och där ingår även ett undervattensmuseum, båt med genomskinlig botten (för att skåda ner på byn och vattenlivet), en kaj, djurbeskådningsgömsle, två bergshyddor, vatten- och solenergianläggningar för att bidra med energi till naturparken, bikupor, en campingplats, en cykelväg samt återuppbyggnad av såväl en av broarna (vid Couço) som några av byns vattenkvarnar. Tillsammans med kommunen Ponte de Barca är en vandringsled planerad runt Serra da Amarela längs med Chã da Fonte, Casa da Neve, Branca de Bilhares, Entre-ambos-os-Rios, Germil, Brufe, Casarotas, Fojo do Lobos och tillbaks till Vilarinho da Furna.

## AFURNA
I oktober 1985 grundade de före detta byborna föreningen AFURNA Associação dos Antigos Habitantes de Vilarinho da Furna (Föreningen för invånarna i Vilarinho da Furna). Föreningen avser att försvara och sprida kunskap om byns kulturella kollektivet och kulturarvet samt bygemenskapen. Deras idéer har kommit olika långt i sitt förverkligande såsom återplantering av träd på byns marker, skapande av ett djurlivsreservat, undervattenmuseum och turistnäring som försvarar kulturarvet.

## Rekommenderad läsning
- António Jorge Dias, Vilarinho da Furna. Uma aldeia comunitária, 1948
- Jorge Dias. Vilarinho da Furna: Uma Aldeia Comunitária. Imprensa Nacional Casa da Moeda. Lisboa, 1983 (In Portuguese) (Facsimile of the book released in 1948?)
- Manuel de Azevedo Antunes, Requiem por Vilarinho da Furna - Uma Aldeia Afundada. Colec. Meia Hora de Leitura. Lisboa: Biblioteca da Universidade Lusófona, 1994
- Manuel de Azevedo Antunes, Vilarinho da Furna, Memórias do Passado e do Futuro, Lisboa, 2ª Edição, CEPAD, ULHT, 2005
- Machado Cruz J.A., Bender K., Burckhardt, K. Küppers, F. Benkmann H.-G. & Goedde H.W., Genetic studies of some red cell and serum protein polymorphisms in the population of Vilarinho da Furna ( Portugal), Trabalhos do Instituto de Antropologia "Dr. Mendes Corrêa" vol 15 pages 3–15, 1973
- António Campos, Vilarinho da Furna, 1971. This is an (unrealised?), 16 mm, b/w., 60 min documentary about life in the village during its 12 last months. Much of the narrative in the film was done ad lib by the villager Aníbal Pereira.
- Lucinda Duarte, Luísa Teixeira and Mafalda Santos, Aldeias submersas em consequência da construção de Barragens: Vilarinho da Furna (1971); aldeia da Luz, Alentejo (2002) deslocação das populações e recomposição do seu tecido espacial e social: - continuidade ou descontinuidade? Lisbon, Universidade Lusófona, Lic. thesis, 2003
- M. Link. Voyage en Portugal depuis 1797 jusqu’en 1799 (traduit de l’Allemand). Paris,v1803. tomo II, p. 29-31.
- Luís Polonah, Comunidades Camponesas no Parque Nacional da Peneda-Gerês, Lisboa: Serviço Nacional de Parques, 1987.
- Vilarinho das Furnas. Aproveitamento hidroeléctrico. Gaia: Companhia Portuguesa de Electricidade CPE, SARL, 1972. 40 p.
- Fortunata Piselli, Caminhos silenciosos da mudança (Quatro Aldeias Antes e Depois do 25 de Abril). Textos Universitários de Ciências Sociais e Humanas. Lisboa: Fundação Calouste Gulbenkian, 1996
- Fernando Ruivo and Maria Manuel Leitão Marques, Comunidade e Antropologia Jurídica em Jorge Dias: Vilarinho da Furna e Rio de Onor, Revista Crítica de Ciências Sociais. 10: 41-87, 1982
- João Rosado Correia, Vilarinho da Furna - Paisagem em Transformação, Lic thesis, Escola de Belas-Artes do Porto, 1971.
- Gladys Novaes, Vilarinho da Furna - De Aldeia a Albufeira, Lic. Thesis, Universidade Técnica de Lisboa, Instituto Superior de Ciências Sociais e Política Ultramarina, 1973